# José Luis Álvarez Santacristina
José Luis Álvarez Santacristina (San Sebastián, 1954), alias Txelis, es un exmiembro de la organización terrorista Euskadi Ta Askatasuna (ETA), que cumplió pena de prisión en la prisión de Nanclares de la Oca por varios delitos cometidos como integrante de la misma. Es licenciado en Filología por La Sorbona de París.

## Biografía
Militante de primera hora de ETA, Txelis comenzó su trabajo en la organización desde Francia, organizando durante el franquismo la estructura de retaguardia de la organización terrorista. También fue el ideólogo creador de la kale borroka, como estrategia para evitar las detenciones de miembros de ETA por acciones menores. En 1981 se encuentra instalado en España, alternativamente en el País Vasco y Navarra, debiendo huir Francia tras la captura de un comando etarra con el que mantenía contactos. Fue detenido en 1992 junto a Francisco Mujika Garmendia, Pakito, y Joseba Arregi Erostarbe, Fitipaldi, cuando cayó la cúpula de ETA en Bidart (Francia).
Desde la prisión en la que se encontraba en Francia, el mismo año 1992 se manifestó crítico con algunos postulados de ETA. Poco después dijo estar en contra de la lucha armada, "por lo que este tipo de actividad debe terminar". En la primavera de 1997, desde la prisión de París pidió a ETA el fin de las acciones terroristas y la vía pacífica para las reivindicaciones. No obstante, al tomarle declaración poco después Baltasar Garzón, ni él ni José Luis Urrusolo Sistiaga lo repetirán, ni facilitarán más datos. Trasladado a España, fue condenado a 30 años de prisión por inductor al asesinato y otros delitos.
El asesinato del concejal de Ermua, Miguel Ángel Blanco, supuso un cambio definitivo en las posiciones de Txelis, quien condenó el crimen junto con un nutrido grupo de activistas etarras, como Rosario Pikabea, Miguel Ángel Gil Cervera, Miguel Zarrabe y el propio Urrusolo Sistiaga. Esta toma de postura le supuso en 1998 la expulsión de ETA y su ostracismo en las peticiones de las organizaciones abertzales en favor de los presos de ETA. En 2002, manifestó por escrito a la Audiencia Nacional que había abandonado ETA "para asumir la militancia en pro de la libertad, la justicia y la paz" desde sus posiciones como creyente que ha abrazado los principios evangélicos.
En mayo de 2010, junto a Urrusolo Sistiaga, Carmen Gisasola, Pikabea, Rafael Caride, Andoni Alza, Koldo Carrasco, Fernando de Luis Astarloa y Josu García, reclamó de nuevo el fin de ETA, asumió la obligación personal que le correspondía en reparar a las víctimas de la banda y pidió perdón a las mismas. El juez de vigilancia penitenciaria de Nanclares de la Oca le concedió en octubre de 2010 prisión atenuada, lo que le permitía salir de la prisión ocasionalmente para estudiar, aunque no alcanzaba el tercer grado penitenciario ni podía salir los fines de semana. El juez señaló en su resolución que Álvarez Santacristina era una persona "muy distinta" de la que había entrado en prisión, que se había comprometido a reparar los daños y asumirlos y se había manifestado inequívocamente en contra de la violencia.